# 西村兼文
西村 兼文（にしむら かねふみ、天保3年7月22日（1832年8月17日） - 明治29年（1896年）11月1日）は、幕末の京都西本願寺門主侍臣。尊皇攘夷派、宝物鑑定家。

## 来歴
西本願寺侍臣西村房義の次男として生まれ、父と同じく西本願寺に仕える。
西国にて勤皇の志士達と交流していたが、慶応元年（1865年）閏5月に京都へ帰ってきてみると、西本願寺は勤皇志士達の敵とも言える新選組の屯所とされてしまっていた。
新選組隊士達の中では尊皇攘夷思想の強い高台寺党(御陵衛士)・伊東甲子太郎らと交誼を結び、戊辰戦争後の明治22年（1889年）、『新撰組始末記』（壬生浪士始末記とも）を著し、維新史に関する書をたびたび発表した。
奈良県庁官吏として明治政府に出仕して宝物取調に従事。書跡・古文書、美術・工芸にいたるまで何でも審定のできる人物であったと評価されていた。
奈良にて死去。享年65。法名は釋兼文、墓所は西大谷墓地。

## 人物
- 尊皇攘夷派であり、著書『新撰組始末記』では尊皇側の立場から記載されており、基本的には酷評であるが、山南敬助などは好意的に書かれている。
- 宝物の鑑定能力は高く評価されているのだが、手癖が悪く[2]、古文書・一枚摺りの古版等の偽造をおこなったこともあるとされ[4][7][8][9]、西村が編纂した『古梓跋語』には偽の刊記を妄補浦したものなどが含まれているので注意しなければならないと川瀬一馬は指摘している[10]。西村著『本朝画人伝補遺』が出版されるにあたっては、その解題で編纂者が注意を喚起するしだいとなっている[5]。もっとも西村の所業は私利私欲によるものではないと擁護する雑誌記事も残されている[6]。

## 著書

### 単著、編さん
- 青雲閣兼文 編『殉難草 殉難前草』田中治兵衛、1869年。
- 青雲閣兼文 編『殉難草 殉難後草』田中治兵衛、1869年。
- 青雲閣兼文 編『殉難草 殉難遺草』田中治兵衛、1869年。
- 青雲閣兼文 編『殉難草 殉難後草　殉難拾遺２巻　殉難遺草』近江屋卯兵衛、1869年。
- 青雲閣兼文 編『殉難草 殉難続草』田中治兵衛、1869年。
- 青雲閣兼文 編『殉難前後草 : 外二種』（芳賀矢一 校訂）富山房〈袖珍名著文庫 ; 巻第46〉、1912年。
- 『英烈遺墨帖 第1集』城氏、1869年。
- 『開化の本 : 初編』杉本甚助、1874年。
- 『外国史略 元巻之1,2』寿楽堂、1874年。
- 『外国史略 元巻之3,4』寿楽堂、1874年。
- 『外国史略 元巻之5,6』寿楽堂、1874年。
- 『外国史略 元巻之7,8』寿楽堂、1874年。
- 『訓蒙國史集覽』加藤長平、1875年。
- 『内國表 1号』北畠茂兵衛、1875年。
- 『内國表 2 2号』北畠茂兵衛、1875年。
- 『皇族華族一覧表』本城小兵衛、1876年。
- 『府違式詿違条例図解』西村兼文、1876年。
- 『文明史略 巻之１，２』寿楽堂、1876年。
- 『文明史略 巻之３，４』寿楽堂、1876年。
- 『文明史略 巻之５，６』寿楽堂、1876年。
- 『文明史略 巻之７，８』寿楽堂、1876年。
- 『日本地誌略註解 巻之1』本城小兵衛、1876年。
- 『日本地誌略註解 巻之2』本城小兵衛、1876年。
- 『南朝遺墨集覧』西村兼文、1877年。
- 『鹿児島征討日記 1（第一～第三）』西村兼文、1877年。
- 『鹿児島征討日記 2（第四～第六）』西村兼文、1877年。
- 『鹿児島征討日記 3（第七～第九）』西村兼文、1877年。
- 『鹿児島征討日記 4（第十～第十二）』西村兼文、1877年。
- 『鹿児島征討日記 5（第十三～第十七）』西村兼文、1877年。
- 『鹿児島征討日記 6（第十六～第十八）』西村兼文、1877年。
- 『改正 官等評』1877年。
- 『桂御別業明細録』西村兼文、1878年。
- 『区画改正郡区吏員必携』本城小兵衛、1879年。
- 『真宗年表 上』共信社、1881年。
- 『真宗年表 下』共信社、1881年。
- 『現今在野名譽百人傳 : 全』（西村兼文 編輯）内藤半月堂（内藤彦一）、1885年。
- 『府県長官銘々伝』内藤彦一、1886年。
- 『好古十種』1890年。
- 『京都墓所一覧（京都名物名寄 墳墓之部）』西村兼文、1893年。
- 『法隆寺旧記抜萃』西村兼文、1895年。
- 『本朝画人伝補遺 (芸苑叢書 ; 第1期)』風俗絵巻図画刊行会、1918年。
- 『本朝物價表 自大化至明治十八年』（滝本誠一, 向井鹿松 共編）内外商業新報社〈日本産業資料大系 第8巻〉、1927年。
- 『甲子戦争記 3巻（天）』書写、慶應元年。
- 『甲子戦争記 3巻（地）』書写、慶應元年。
- 『甲子戦争記 3巻（人）』書写、慶應元年。
- 『画事叢書 5巻（1）』書写。
- 『画事叢書 5巻（2）』書写。
- 『京都故事談』書写。
- 『彫刻名品集』書写。
- 『都遺聞（上）』西村兼文。
- 『都遺聞（中）』西村兼文。
- 『都遺聞（下）』西村兼文。
- 『随見録（甲）』西村兼文。
- 『随見録（乙）』西村兼文。
- 日本史籍協会 編『野史台維新史料叢書 30 (維新之源・新撰組始末記其他) (日本史籍協会叢書 ; 別編 30)』東京大学出版会、1974年、73 - 138頁。

以下は発行年・発行者不明
- 『古経題跋』。[6]
- 『古印譜』。[6]
- 『好古漫録』。[11]
- 『歴代古版譜』。[11]

### 群書一覽續篇、續群書一覽
- 『古梓一覽』1882年。
  - 『古梓一覽』根岸武香、1901年。

以下は書写本
- 『群書一覽續篇 11巻附録1巻 巻一 國史之部 神書之部』書写者不明。明治大正年間。
- 『群書一覽續篇 11巻附録1巻 巻二 雜史之部』書写者不明。明治大正年間。
- 『群書一覽續篇 11巻附録1巻 巻三 有職之部』書写者不明。明治大正年間。
- 『群書一覽續篇 11巻附録1巻 巻四 記録之部』書写者不明。明治大正年間。
- 『群書一覽續篇 11巻附録1巻 巻五 人傳之部 系譜之部 補任之部』書写者不明。明治大正年間。
- 『群書一覽續篇 11巻附録1巻 巻六 法帖之部 地理之部 詩文之部』書写者不明。明治大正年間。
- 『群書一覽續篇 11巻附録1巻 巻七 撰集之部 家集之部 歌學之部 和歌雜部』書写者不明。明治大正年間。
- 『群書一覽續篇 11巻附録1巻 巻八 紀行之部 画圖之部 縁起之部』書写者不明。明治大正年間。
- 『群書一覽續篇 11巻附録1巻 巻九 釋書之部 教訓之部』書写者不明。明治大正年間。
- 『群書一覽續篇 11巻附録1巻 巻十 随筆之部 字書之部 樂書之部 日記之部 歌合之部 類題之部』書写者不明。明治大正年間。
- 『群書一覽續篇 11巻附録1巻 巻十一 雜書之部』書写者不明。明治大正年間。
- 『群書一覽續篇 12巻附録1巻 附録 古梓一覽』書写者不明。明治大正年間。

伯爵田中光顕が秘蔵していた上記書写版を1冊にまとめたもの。
- 『続群書一覧』1892年。[13][14]
  - 『続群書一覧 増補版』（入田整三 校訂）日用書房、1926年。